# Dryopteris pseudomas
Dryopteris pseudomas là một loài thực vật có mạch trong họ Dryopteridaceae. Loài này được Holub & Pouzar miêu tả khoa học đầu tiên.